# CATE
CATE는 Certified Advanced Technical Expert의 약자로서, 미국 IBM이 인증하는 전산장비 관리 전문가 자격증이다.